# Craspedolepta inarticulata
Craspedolepta inarticulata är en insektsart som beskrevs av Loginova 1962. Craspedolepta inarticulata ingår i släktet Craspedolepta och familjen rundbladloppor. Inga underarter finns listade i Catalogue of Life.